# Erich-Weinert-Ensemble
Le Erich-Weinert-Ensemble (EWE), nommé d'après l'écrivain allemand Erich Weinert, était un ensemble militaire est-allemand faisant partie de la Nationale Volksarmee (NVA, armée de la République Démocratique Allemande (RDA)). Il se composait d'un chœur d'hommes, un ballet, un orchestre, de la troupe du cabaret Die Kneifzange , un groupe de pop, solistes, dramaturges, chefs d'orchestre, réalisateurs, chorégraphes et d'un personnel technique.

## Histoire

### L'établissement d'un ensemble de la police en 1950 et son incorporation dans l'armée jusqu'en 1989
Le 15 juillet 1950 est créé à la Kasernierten Volkspolizei (ancêtre de la NVA) un ensemble folklorique incorporé par la suite en 1956 dans la toute nouvelle Nationale Volksarmee. C'est là qu'il a été renommé Erich-Weinert-Ensemble, en hommage à l'écrivain allemand Erich Weinert (écrivain allemand socialiste mort en 1953). Les membres de l'ensemble ont reçu leur formation musicale à l'académie de musique Hanns Eisler.
L'ensemble a surtout dans son répertoire des chansons de propagande est-allemandes et d'autres pays socialistes. Ce qui le rend surtout connu en URSS et en Chine. Il se produit essentiellement lors d'évènements culturels est-allemands, comme le festival des travailleurs de la RDA. Les paroles des chansons ont été écrites par les écrivains Siegfried Berthold et Kurt Barthel. Les membres les plus connus ont inclus Horst Krüger, Ernst-Georg Schwill, Roland Neudert, Frank Schöbel et Hartmut Eichler. Beaucoup de ces artistes ont été célèbres plus tard en tant que solistes ou chefs d'orchestre.

### Prolongation comme unité culturelle de la Bundeswehr (1989-1994)
Avec la chute du Mur de Berlin en 1989, l'ensemble est incorporé au sein de l'armée allemande réunifiée (Bundeswehr) en 1991 (soit un an après la Réunification allemande) et a été renommé le Chœur-Carl Maria von Weber.

### Privatisation en 1995 puis dissolution en 2005
Le chœur fut privatisé en 1995 par Andreas Wiedermann, alors directeur de ce dernier depuis 1983 sous une entreprise du même nom. Mais, du fait des performances financières décevantes, le chœur est finalement dissous 10 ans plus tard en 2005.

## Discographie
Albums
- Kein schöner Land
- Bella Ciao
- Kalinka
- Soldaten Sind Vorbeimarschiert (2006)

## Chants et musiques notables
| - Ein Jäger aus Kurpfalz - Bunt sind schon die Wälder - Das Heideröslein - Im schönsten Wiesengrunde - Der Mond ist aufgegangen - Soldaten sind vorbeimarschiert - Unsere Panzerdivision - Jungs aus Moskau und Berlin | - Matrosenlied - Im Januar um Mitternacht - Partisanen vom Amur - Marsch der NVA - Marsch Der Sowjetarmee - Die Grenzerkompanie - Augen gradeaus - Lied von der unruhevollen Jugend |  |